# Saison 2014-2015 des Pelicans de La Nouvelle-Orléans
La saison 2014-2015 des Pelicans de La Nouvelle-Orléans est la 13e saison de la franchise au sein de la NBA.
Bien qu’ils aient terminé derniers dans la division Sud-Ouest pour la quatrième saison consécutive, les Pelicans ont terminé avec un bilan de 45-37 et ont réussi à se hisser la huitième place de la conférence Ouest. Les Pelicans ont participé aux playoffs NBA pour la première fois depuis 2011 lorsque l’équipe été encore appelée "Hornets". La saison de La Nouvelle-Orléans a pris fin après avoir été balayée 4-0 au premier tour par les futurs champions de la NBA, les Warriors de Golden State.

## Classements de la saison régulière
| Conférence Ouest | Conférence Ouest                | Conférence Ouest | Conférence Ouest | Conférence Ouest | Conférence Ouest | Conférence Ouest | Conférence Ouest |
| No               | Franchise                       | Vic.             | Def.             | MJ               | MR               | % V/D            | RV               |
| ---------------- | ------------------------------- | ---------------- | ---------------- | ---------------- | ---------------- | ---------------- | ---------------- |
| 1                | Warriors de Golden State        | 67               | 15               | 82               | 0                | 81,7%            | -                |
| 2                | Rockets de Houston              | 56               | 26               | 82               | 0                | 68,3%            | 11               |
| 3                | Clippers de Los Angeles         | 56               | 26               | 82               | 0                | 68,3%            | 11               |
| 4                | Trail Blazers de Portland¹      | 51               | 31               | 82               | 0                | 62,2%            | 16               |
| 5                | Grizzlies de Memphis            | 55               | 27               | 82               | 0                | 67,1%            | 12               |
| 6                | Spurs de San Antonio T          | 55               | 27               | 82               | 0                | 67,1%            | 12               |
| 7                | Mavericks de Dallas             | 50               | 32               | 82               | 0                | 61,0%            | 17               |
| 8                | Pelicans de La Nouvelle-Orléans | 45               | 37               | 82               | 0                | 54,9%            | 22               |
|                  |                                 |                  |                  |                  |                  |                  |                  |
| 9                | Thunder d'Oklahoma City         | 45               | 37               | 82               | 0                | 54,9%            | 22               |
| 10               | Suns de Phoenix                 | 39               | 43               | 82               | 0                | 47,6%            | 28               |
| 11               | Jazz de l'Utah                  | 38               | 44               | 82               | 0                | 46,3%            | 29               |
| 12               | Nuggets de Denver               | 30               | 52               | 82               | 0                | 36,6%            | 37               |
| 13               | Kings de Sacramento             | 29               | 53               | 82               | 0                | 35,4%            | 38               |
| 14               | Lakers de Los Angeles           | 21               | 61               | 82               | 0                | 25,6%            | 46               |
| 15               | Timberwolves du Minnesota       | 16               | 66               | 82               | 0                | 19,5%            | 51               |

| Division Sud-Ouest    | V  | D  | MJ | % V/D | GB | Dom   | Ext   | Div | Conf  |
| --------------------- | -- | -- | -- | ----- | -- | ----- | ----- | --- | ----- |
| Rockets de Houston    | 56 | 26 | 82 | 68,3% | -  | 30-11 | 26-15 | 8-8 | 33-19 |
| Grizzlies de Memphis  | 55 | 27 | 82 | 67,1% | 1  | 31-10 | 24-17 | 9-7 | 35-17 |
| Spurs de San AntonioT | 55 | 27 | 82 | 67,1% | 1  | 33-8  | 22-19 | 8-8 | 32-20 |
| Mavericks de Dallas   | 50 | 32 | 82 | 61,0% | 6  | 27-14 | 23-18 | 7-9 | 29-23 |
| Pelicans Nlle-Orléans | 45 | 37 | 82 | 54,9% | 11 | 28-13 | 17-24 | 8-8 | 29-23 |

## Effectif
| Pelicans de La Nouvelle-Orléans Effectif 2014-2015 |    |                        |                   |                 |
| Entraîneur : Monty Williams                        |    |                        |                   |                 |
| Pivot                                              | 42 | Drapeau de la France   | Alexis Ajinça     | France          |
| Ailier fort                                        | 33 | Drapeau des États-Unis | Ryan Anderson     | California      |
| Pivot                                              | 3  | Drapeau de la Turquie  | Ömer Aşık         | Turquie         |
| Ailier                                             | 8  | Drapeau des États-Unis | Luke Babbitt      | Nevada          |
| Meneur                                             | 30 | Drapeau des États-Unis | Norris Cole       | Cleveland State |
| Ailier                                             | 44 | Drapeau des États-Unis | Dante Cunningham  | Villanova       |
| Ailier fort                                        | 23 | Drapeau des États-Unis | Anthony Davis (C) | Kentucky        |
| Meneur                                             | 16 | Drapeau des États-Unis | Toney Douglas     | Florida State   |
| Ailier                                             | 1  | Drapeau des États-Unis | Tyreke Evans      | Memphis         |
| Meneur                                             | 32 | Drapeau des États-Unis | Jimmer Fredette   | BYU             |
| Arrière                                            | 10 | Drapeau des États-Unis | Eric Gordon       | Indiana         |
| Meneur                                             | 11 | Drapeau des États-Unis | Jrue Holiday      | UCLA            |
| Ailier                                             | 20 | Drapeau des États-Unis | Quincy Pondexter  | Washington      |
| Pivot                                              | 5  | Drapeau des États-Unis | Jeff Withey       | Kansas          |
| (C) - Capitaine, Blessé                            |    |                        |                   |                 |

## Transactions

### Transferts
| 15 juin | Vers New Orleans Pelicans Ömer Aşık (de Houston) Omri Casspi (de Houston) Compensation financière (de Houston) Vers Washington Wizards Melvin Ely (de New Orleans) Trade exception (de Houston) | Vers Houston Rockets Trevor Ariza (de Washington) Alonzo Gee (de New Orleans) Scotty Hopson (de New Orleans) Premier tour de draft 2015 |